# Zio Paperone - Il Cavaliere Nero colpisce ancora
Zio Paperone - Il Cavaliere Nero colpisce ancora (Uncle Scrooge - The Black Knight Glorps Again) è una storia a fumetti Disney, scritta e disegnata da Don Rosa e pubblicata per la prima volta nell'estate 2004 sui numeri 27 e 28 di Anders And & Co. (Egmont).

## Trama
Durante una mostra dei tesori di Paperon de' Paperoni al Museo di Paperopoli, fa visita in borghese Arpin Lusène, il più pericoloso ladro del mondo, noto come il Cavaliere Nero, che aveva tentato di distruggere il patrimonio di Paperone con il solvente universale; il magnate denuncia la sua presenza, riuscendo solo a farlo allontanare. Durante la notte, nonostante le precauzioni, Lusène si introduce nel Deposito delle monete e tenta di recuperare l'«armatura scioglitutto», cosparsa del solvente e già utilizzata in Zio Paperone e il Cavaliere Nero. L'indomani mattina negli uffici del Deposito ci sono buchi nelle pareti a forma di armatura, e contestualmente Lusène annuncia in conferenza stampa l'imminente attacco al Deposito. Paperone chiede aiuto ad Archimede Pitagorico, che gli offre un ombrello cosparso di Scioglitutto, ultimo retaggio della sua invenzione. Paperone usa l'ombrello per verificare che l'armatura sia ancora nel suo nascondiglio impenetrabile, aprendo un varco nel materiale indistruttibile Proibitum e cadendo così nella trappola del Cavaliere Nero, che ruba l'oggetto del contendere e svela di aver creato manualmente le false sagome a forma umana. La sua avanzata nel Deposito non viene fermata, finché Paperino non riesce ad agganciarlo con una «bici volante» e a portarlo lontano dalle monete. Di nuovo alla macchia, il Cavaliere Nero annuncia di voler ora colpire la collezione di tesori del suo nemico. Durante lo scontro al Museo, i paperi riescono a fargli perdere i sensi, a sfilarlo dall'armatura e a spedirla in orbita grazie alla bici volante, senza riuscire però ad assicurare Arpin alla giustizia.

## Produzione
Dopo la prima apparizione del personaggio di Arpin Lusène, su pressione dei lettori il suo creatore ha deciso di concepire una nuova avventura che lo coinvolgesse.
La rappresentazione del personale museo dei cimeli di Paperon de' Paperoni è l'occasione per Rosa di citare storie di Carl Barks in cui i tesori sono stati recuperati, nonché il Principe Valiant di Hal Foster. L'artista avrebbe voluto inserire nella pinacoteca i dipinti a olio di Carl Barks, dovendo rinunciare per difficoltà tecniche e optare per rivisitazioni personali di opere di Maurits Cornelis Escher e Salvador Dalí.

## Accoglienza
Dopo un'edizione in 14 Paesi, ivi compresi gli Stati Uniti d'America nel 2006, la storia ha ottenuto una nomination come «Best Short Story» («miglior storia breve») nell'edizione 2007 dei Eisner Awards, i maggiori riconoscimenti per il fumetto statunitense.